# Saison 2018-2019 des Warriors de Golden State
La saison 2018-2019 des Warriors de Golden State est la 73e saison de la franchise en NBA et la 57e dans la région de la baie de San Francisco.

## Draft
| Tour | Choix | Joueur      | Poste | Nationalité | Provenance             |
| ---- | ----- | ----------- | ----- | ----------- | ---------------------- |
| 1    | 28    | Jacob Evans | G     | États-Unis  | Bearcats de Cincinnati |

## Matchs

### Summer League
| Summer League Total: 4-4 |

| Match | Date match | Équipe      | Score   | Meilleur marqueur      | Meilleur rebondeur     | Meilleur passeur | Lieux Spectateurs | Série |
| ----- | ---------- | ----------- | ------- | ---------------------- | ---------------------- | ---------------- | ----------------- | ----- |
| 1     | 2 juillet  | Miami       | V 79-68 | Kendrick Nunn (16)     | Kendrick Nunn (11)     | Josh Magette (4) | Golden 1 Center   | 1 - 0 |
| 2     | 3 juillet  | Sacramento  | V 71-54 | Jacob Evans (13)       | Damian Jones (8)       | Jordan Bell (7)  | Golden 1 Center   | 2 - 0 |
| 3     | 5 juillet  | L.A. Lakers | V 77-71 | Marcus Derrickson (24) | Marcus Derrickson (11) | 4 joueurs (4)    | Golden 1 Center   | 3 - 0 |

| Match | Date match | Équipe        | Score   | Meilleur marqueur      | Meilleur rebondeur     | Meilleur passeur        | Lieux Spectateurs    | Série |
| ----- | ---------- | ------------- | ------- | ---------------------- | ---------------------- | ----------------------- | -------------------- | ----- |
| 1     | 6 juillet  | L.A. Clippers | V 77-71 | Kendrick Nunn (18)     | Jordan Bell (11)       | Jordan Bell (5)         | Thomas & Mack Center | 1 - 0 |
| 2     | 8 juillet  | Houston       | D 81-87 | Marcus Derrickson (23) | Marcus Derrickson (7)  | Bell, Tokoto (2)        | Thomas & Mack Center | 1 - 1 |
| 3     | 9 juillet  | Dallas        | D 71-91 | Magette, Nunn (10)     | Nuni Omot (6)          | Derrickson, Magette (3) | Thomas & Mack Center | 1 - 2 |
| 4     | 11 juillet | Charlotte     | D 69-87 | Marcus Derrickson (20) | J. P. Tokoto (10)      | Josh Magette (8)        | Thomas & Mack Center | 1 - 3 |
| 5     | 13 juillet | Sacramento    | D 67-69 | Kendrick Nunn (14)     | Derrickson, Tokoto (7) | Josh Magette (6)        | Cox Pavilion         | 1 - 4 |

### Pré-saison
| Pré-saison Total: 1-4 (Domicile: 1-3; Extérieur: 0-1) |

| Match | Date match   | Équipe        | Score     | Meilleur marqueur  | Meilleur rebondeur    | Meilleur passeur   | Lieux          | Série |
| ----- | ------------ | ------------- | --------- | ------------------ | --------------------- | ------------------ | -------------- | ----- |
| 1     | 29 septembre | Minnesota     | D 110-114 | Stephen Curry (21) | Jordan Bell (7)       | Draymond Green (8) | Oracle Arena   | 0 - 1 |
| 2     | 5 octobre    | @ Sacramento  | V 122-94  | Klay Thompson (30) | Marcus Derrickson (7) | Kevin Durant (7)   | KeyArena       | 1 - 1 |
| 3     | 8 octobre    | Phoenix       | D 109-117 | Stephen Curry (23) | Damian Jones (8)      | Jones, Durant (5)  | Oracle Arena   | 1 - 2 |
| 4     | 10 octobre   | @ L.A. Lakers | D 113-123 | Stephen Curry (23) | Kevin Durant (12)     | Stephen Curry (5)  | T-Mobile Arena | 1 - 3 |
| 5     | 12 octobre   | L.A. Lakers   | D 105-119 | Klay Thompson (21) | Alfonzo McKinnie (7)  | Draymond Green (5) | SAP Center     | 1 - 4 |

### Saison régulière
| Saison régulière Total: 57-25 (Domicile: 30-11; Extérieur: 27-14) |

| Match | Date match | Équipe           | Score     | Meilleur marqueur  | Meilleur rebondeur    | Meilleur passeur    | Lieux                   | Série |
| ----- | ---------- | ---------------- | --------- | ------------------ | --------------------- | ------------------- | ----------------------- | ----- |
| 1     | 16 octobre | Oklahoma         | V 108-100 | Stephen Curry (32) | Draymond Green (13)   | Stephen Curry (9)   | Oracle Arena            | 1 - 0 |
| 2     | 19 octobre | @ Utah           | V 124-123 | Kevin Durant (38)  | Durant, Green (9)     | Stephen Curry (8)   | Vivint Smart Home Arena | 2 - 0 |
| 3     | 21 octobre | @ Denver         | D 98-100  | Stephen Curry (30) | Kevin Durant (11)     | Kevin Durant (7)    | Pepsi Center            | 2 - 1 |
| 4     | 22 octobre | Phoenix          | V 123-103 | Stephen Curry (29) | Alfonzo McKinnie (7)  | Curry, Green (8)    | Oracle Arena            | 3 - 1 |
| 5     | 24 octobre | Washington       | V 144-122 | Stephen Curry (51) | Kevin Durant (8)      | Draymond Green (12) | Oracle Arena            | 4 - 1 |
| 6     | 26 octobre | @ New York       | V 128-100 | Kevin Durant (41)  | Kevin Durant (9)      | Draymond Green (6)  | Madison Square Garden   | 5 - 1 |
| 7     | 28 octobre | @ Brooklyn       | V 120-114 | Stephen Curry (35) | Kevin Durant (8)      | Draymond Green (13) | Barclays Center         | 6 - 1 |
| 8     | 29 octobre | @ Chicago        | V 149-129 | Klay Thompson (52) | Alfonzo McKinnie (10) | Draymond Green (11) | United Center           | 7 - 1 |
| 9     | 31 octobre | Nouvelle-Orléans | V 131-121 | Stephen Curry (37) | Draymond Green (14)   | Stephen Curry (9)   | Oracle Arena            | 8 - 1 |

| Match | Date match  | Équipe          | Score          | Meilleur marqueur     | Meilleur rebondeur   | Meilleur passeur     | Lieux                    | Série  |
| ----- | ----------- | --------------- | -------------- | --------------------- | -------------------- | -------------------- | ------------------------ | ------ |
| 10    | 2 novembre  | Minnesota       | V 116-99       | Kevin Durant (33)     | Kevin Durant (13)    | Draymond Green (11)  | Oracle Arena             | 9 - 1  |
| 11    | 5 novembre  | Memphis         | V 117-101      | Klay Thompson (27)    | Kevon Looney (9)     | Stephen Curry (7)    | Oracle Arena             | 10 - 1 |
| 12    | 8 novembre  | Milwaukee       | D 111-134      | Klay Thompson (24)    | Quatre joueurs (5)   | Kevin Durant (9)     | Oracle Arena             | 10 - 2 |
| 13    | 10 novembre | Brooklyn        | V 116-110      | Kevin Durant (28)     | Jordan Bell (8)      | Kevin Durant (11)    | Oracle Arena             | 11 - 2 |
| 14    | 12 novembre | @ L.A. Clippers | D 116-121 (OT) | Kevin Durant (33)     | Draymond Green (14)  | Kevin Durant (10)    | Staples Center           | 11 - 3 |
| 15    | 13 novembre | Atlanta         | V 110-103      | Kevin Durant (29)     | Jonas Jerebko (13)   | Quinn Cook (6)       | Oracle Arena             | 12 - 3 |
| 16    | 15 novembre | @ Houston       | D 86-107       | Kevin Durant (20)     | Andre Iguodala (6)   | Draymond Green (5)   | Toyota Center            | 12 - 4 |
| 17    | 17 novembre | @ Dallas        | D 109-112      | Kevin Durant (32)     | Jonas Jerebko (10)   | Quatre joueurs (4)   | American Airlines Center | 12 - 5 |
| 18    | 18 novembre | @ San Antonio   | D 92-104       | Kevin Durant (26)     | Durant, Jerebko (10) | Kevin Durant (6)     | AT&T Center              | 12 - 6 |
| 19    | 21 novembre | Oklahoma City   | D 95-123       | Durant, Thompson (27) | Kevin Durant (14)    | Quinn Cook (6)       | Oracle Arena             | 12 - 7 |
| 20    | 23 novembre | Portland        | V 125-97       | Kevin Durant (32)     | Kevin Durant (8)     | Bell, Durant (7)     | Oracle Arena             | 13 - 7 |
| 21    | 24 novembre | Sacramento      | V 117-116      | Kevin Durant (44)     | Kevin Durant (13)    | Kevin Durant (7)     | Oracle Arena             | 14 - 7 |
| 22    | 26 novembre | Orlando         | V 116-110      | Kevin Durant (49)     | Trois joueurs (6)    | Kevin Durant (9)     | Oracle Arena             | 15 - 7 |
| 23    | 29 novembre | @ Toronto       | D 128-131 (OT) | Kevin Durant (51)     | Kevin Durant (11)    | Shaun Livingston (7) | Scotiabank Arena         | 15 - 8 |

| Match | Date match   | Équipe        | Score          | Meilleur marqueur    | Meilleur rebondeur   | Meilleur passeur     | Lieux                      | Série   |
| ----- | ------------ | ------------- | -------------- | -------------------- | -------------------- | -------------------- | -------------------------- | ------- |
| 24    | 1er décembre | @ Détroit     | D 102-111      | Kevin Durant (28)    | Klay Thompson (8)    | Kevin Durant (7)     | Little Caesars Arena       | 15 - 9  |
| 25    | 3 décembre   | @ Atlanta     | V 128-111      | Stephen Curry (30)   | Klay Thompson (8)    | Kevin Durant (8)     | State Farm Arena           | 16 - 9  |
| 26    | 5 décembre   | @ Cleveland   | V 129-105      | Stephen Curry (42)   | Kevin Durant (10)    | Kevin Durant (9)     | Quicken Loans Arena        | 17 - 9  |
| 27    | 7 décembre   | @ Milwaukee   | V 105-95       | Curry, Thompson (20) | Durant, Iguodala (8) | Stephen Curry (8)    | Fiserv Forum               | 18 - 9  |
| 28    | 10 décembre  | Minnesota     | V 116-108      | Stephen Curry (38)   | Draymond Green (10)  | Draymond Green (7)   | Oracle Arena               | 19 - 9  |
| 29    | 12 décembre  | Toronto       | D 93-113       | Kevin Durant (30)    | Bell, Durant (7)     | Draymond Green (7)   | Oracle Arena               | 19 - 10 |
| 30    | 14 décembre  | @ Sacramento  | V 130-125      | Stephen Curry (35)   | Draymond Green (14)  | Draymond Green (10)  | Golden 1 Center            | 20 - 10 |
| 31    | 17 décembre  | Memphis       | V 110-93       | Kevin Durant (23)    | Curry, Green (7)     | Durant, Green (5)    | Oracle Arena               | 21 - 10 |
| 32    | 19 décembre  | @ Utah        | D 103-108      | Stephen Curry (32)   | Draymond Green (12)  | Shaun Livingston (5) | Vivint Smart Home Arena    | 21 - 11 |
| 33    | 22 décembre  | Dallas        | V 120-116      | Kevin Durant (29)    | Kevin Durant (12)    | Kevin Durant (8)     | Oracle Arena               | 22 - 11 |
| 34    | 23 décembre  | L.A. Clippers | V 129-127      | Stephen Curry (42)   | Kevin Durant (12)    | Draymond Green (6)   | Oracle Arena               | 23 - 11 |
| 35    | 25 décembre  | L.A. Lakers   | D 101-127      | Andre Iguodala (23)  | Kevin Durant (7)     | Kevin Durant (7)     | Oracle Arena               | 23 - 12 |
| 36    | 27 décembre  | Portland      | D 109-110 (OT) | Stephen Curry (29)   | Draymond Green (11)  | Kevin Durant (11)    | Oracle Arena               | 23 - 13 |
| 37    | 29 décembre  | @ Portland    | V 115-105      | Klay Thompson (32)   | Draymond Green (9)   | Stephen Curry (8)    | Moda Center                | 24 - 13 |
| 38    | 31 décembre  | @ Phoenix     | V 132-109      | Stephen Curry (34)   | Stephen Curry (9)    | Draymond Green (7)   | Talking Stick Resort Arena | 25 - 13 |

| Match | Date match | Équipe           | Score          | Meilleur marqueur    | Meilleur rebondeur   | Meilleur passeur    | Lieux                    | Série   |
| ----- | ---------- | ---------------- | -------------- | -------------------- | -------------------- | ------------------- | ------------------------ | ------- |
| 39    | 3 janvier  | Houston          | D 134-135 (OT) | Stephen Curry (35)   | Draymond Green (11)  | Draymond Green (8)  | Oracle Arena             | 25 - 14 |
| 40    | 5 janvier  | @ Sacramento     | V 127-123      | Stephen Curry (42)   | Jonas Jerebko (8)    | Kevin Durant (9)    | Golden 1 Center          | 26 - 14 |
| 41    | 8 janvier  | New York         | V 122-95       | Klay Thompson (43)   | Draymond Green (11)  | Stephen Curry (14)  | Oracle Arena             | 27 - 14 |
| 42    | 11 janvier | Chicago          | V 146-109      | Klay Thompson (30)   | Alfonzo McKinnie (8) | Stephen Curry (8)   | Oracle Arena             | 28 - 14 |
| 43    | 13 janvier | @ Dallas         | V 119-114      | Stephen Curry (48)   | Jonas Jerebko (8)    | Draymond Green (7)  | American Airlines Center | 29 - 14 |
| 44    | 15 janvier | @ Denver         | V 142-111      | Curry, Thompson (31) | Kevon Looney (12)    | Draymond Green (13) | Pepsi Center             | 30 - 14 |
| 45    | 16 janvier | Nouvelle-Orléans | V 147-140      | Stephen Curry (41)   | Kevin Durant (15)    | Draymond Green (14) | Oracle Arena             | 31 - 14 |
| 46    | 18 janvier | @ L.A. Clippers  | V 112-94       | Stephen Curry (28)   | Draymond Green (8)   | Draymond Green (9)  | Staples Center           | 32 - 14 |
| 47    | 21 janvier | @ L.A. Lakers    | V 130-111      | Klay Thompson (44)   | DeMarcus Cousins (9) | Stephen Curry (12)  | Staples Center           | 33 - 14 |
| 48    | 24 janvier | @ Washington     | V 126-118      | Stephen Curry (38)   | Draymond Green (15)  | Draymond Green (7)  | Capital One Arena        | 34 - 14 |
| 49    | 25 janvier | @ Boston         | V 115-111      | Kevin Durant (33)    | Draymond Green (11)  | Draymond Green (8)  | TD Garden                | 35 - 14 |
| 50    | 28 janvier | @ Indiana        | V 132-100      | Stephen Curry (26)   | Quatre joueurs (6)   | Andre Iguodala (8)  | Bankers Life Fieldhouse  | 36 - 14 |
| 51    | 31 janvier | Philadelphie     | D 104-113      | Stephen Curry (41)   | Draymond Green (8)   | Draymond Green (10) | Oracle Arena             | 36 - 15 |

| Match                  | Date match | Équipe      | Score     | Meilleur marqueur  | Meilleur rebondeur    | Meilleur passeur    | Lieux                      | Série   |
| ---------------------- | ---------- | ----------- | --------- | ------------------ | --------------------- | ------------------- | -------------------------- | ------- |
| 52                     | 2 février  | L.A. Lakers | V 115-101 | Klay Thompson (28) | DeMarcus Cousins (10) | Kevin Durant (11)   | Oracle Arena               | 37 - 15 |
| 53                     | 6 février  | San Antonio | V 141-102 | Klay Thompson (26) | Kevin Durant (8)      | Kevin Durant (9)    | Oracle Arena               | 38 - 15 |
| 54                     | 8 février  | @ Phoenix   | V 117-107 | Klay Thompson (25) | Kevin Durant (8)      | Stephen Curry (7)   | Talking Stick Resort Arena | 39 - 15 |
| 55                     | 10 février | Miami       | V 120-118 | Kevin Durant (39)  | Draymond Green (7)    | Draymond Green (14) | Oracle Arena               | 40 - 15 |
| 56                     | 12 février | Utah        | V 115-108 | Kevin Durant (28)  | DeMarcus Cousins (10) | Kevin Durant (7)    | Oracle Arena               | 41 - 15 |
| 57                     | 13 février | @ Portland  | D 107-129 | Curry, Durant (32) | Jordan Bell (9)       | Klay Thompson (8)   | Moda Center                | 41 - 16 |
| NBA All-Star Game 2019 |            |             |           |                    |                       |                     |                            |         |
| 58                     | 21 février | Sacramento  | V 125-123 | Stephen Curry (36) | DeMarcus Cousins (10) | Draymond Green (8)  | Oracle Arena               | 42 - 16 |
| 59                     | 23 février | Houston     | D 112-118 | Kevin Durant (29)  | DeMarcus Cousins (14) | Stephen Curry (7)   | Oracle Arena               | 42 - 17 |
| 60                     | 25 février | @ Charlotte | V 121-110 | Klay Thompson (26) | DeMarcus Cousins (11) | Draymond Green (10) | Spectrum Center            | 43 - 17 |
| 61                     | 27 février | @ Miami     | D 125-126 | Klay Thompson (36) | Trois joueurs (6)     | Kevin Durant (5)    | American Airlines Arena    | 43 - 18 |
| 62                     | 28 février | @ Orlando   | D 96-103  | Stephen Curry (33) | DeMarcus Cousins (11) | Stephen Curry (6)   | Amway Center               | 43 - 19 |

| Match | Date match | Équipe          | Score          | Meilleur marqueur  | Meilleur rebondeur    | Meilleur passeur     | Lieux                   | Série   |
| ----- | ---------- | --------------- | -------------- | ------------------ | --------------------- | -------------------- | ----------------------- | ------- |
| 63    | 2 mars     | @ Philadelphie  | V 120-117      | Kevin Durant (34)  | Draymond Green (9)    | Draymond Green (10)  | Wells Fargo Center      | 44 - 19 |
| 64    | 5 mars     | Boston          | D 95-128       | Stephen Curry (23) | DeMarcus Cousins (9)  | Draymond Green (5)   | Oracle Arena            | 44 - 20 |
| 65    | 8 mars     | Denver          | V 122-105      | Klay Thompson (39) | Draymond Green (10)   | Cousins, Durant (6)  | Oracle Arena            | 45 - 20 |
| 66    | 10 mars    | Phoenix         | D 111-115      | Klay Thompson (28) | Draymond Green (11)   | Green, Curry (8)     | Oracle Arena            | 45 - 21 |
| 67    | 13 mars    | @ Houston       | V 106-104      | Klay Thompson (30) | DeMarcus Cousins (8)  | DeMarcus Cousins (7) | Toyota Center           | 46 - 21 |
| 68    | 16 mars    | @ Oklahoma City | V 110-88       | Stephen Curry (33) | Trois joueurs (8)     | Green, Cousins (6)   | Chesapeake Energy Arena | 47 - 21 |
| 69    | 18 mars    | @ San Antonio   | D 105-111      | Stephen Curry (25) | Bogut, Curry (7)      | Stephen Curry (8)    | AT&T Center             | 47 - 22 |
| 70    | 19 mars    | @ Minnesota     | V 117-107      | Stephen Curry (36) | Draymond Green (10)   | Green, Durant (9)    | Target Center           | 48 - 22 |
| 71    | 21 mars    | Indiana         | V 112-89       | Klay Thompson (18) | DeMarcus Cousins (11) | Stephen Curry (7)    | Oracle Arena            | 49 - 22 |
| 72    | 23 mars    | Dallas          | D 91-126       | Kevin Durant (25)  | Cousins, Cook (6)     | Quinn Cook (7)       | Oracle Arena            | 49 - 23 |
| 73    | 24 mars    | Détroit         | V 121-114      | Stephen Curry (26) | Stephen Curry (9)     | Kevin Durant (11)    | Oracle Arena            | 50 - 23 |
| 74    | 27 mars    | @ Memphis       | V 118-103      | Stephen Curry (28) | Stephen Curry (10)    | Stephen Curry (7)    | FedExForum              | 51 - 23 |
| 75    | 29 mars    | @ Minnesota     | D 130-131 (OT) | Stephen Curry (37) | Kevin Durant (12)     | Kevin Durant (7)     | Target Center           | 51 - 24 |
| 76    | 31 mars    | Charlotte       | V 137-90       | Stephen Curry (25) | Andrew Bogut (8)      | Durant, Green (9)    | Oracle Arena            | 52 - 24 |

| Match | Date match | Équipe             | Score     | Meilleur marqueur     | Meilleur rebondeur    | Meilleur passeur     | Lieux                | Série   |
| ----- | ---------- | ------------------ | --------- | --------------------- | --------------------- | -------------------- | -------------------- | ------- |
| 77    | 2 avril    | Denver             | V 116-102 | DeMarcus Cousins (28) | DeMarcus Cousins (13) | Draymond Green (9)   | Oracle Arena         | 53 - 24 |
| 78    | 4 avril    | @ L.A. Lakers      | V 108-90  | DeMarcus Cousins (21) | Cousins, Curry (10)   | Kevin Durant (8)     | Staples Center       | 54 - 24 |
| 79    | 5 avril    | Cleveland          | V 120-114 | Stephen Curry (40)    | Draymond Green (8)    | Kevin Durant (8)     | Oracle Arena         | 55 - 24 |
| 80    | 7 avril    | L.A. Clippers      | V 131-104 | Stephen Curry (27)    | Draymond Green (10)   | Draymond Green (9)   | Oracle Arena         | 56 - 24 |
| 81    | 9 avril    | @ Nouvelle-Orléans | V 112-103 | DeMarcus Cousins (21) | DeMarcus Cousins (12) | DeMarcus Cousins (6) | Smoothie King Center | 57 - 24 |
| 82    | 10 avril   | @ Memphis          | D 117-132 | Kevin Durant (21)     | Jordan Bell (8)       | Kevin Durant (6)     | FedExForum           | 57 - 25 |

### Playoffs
| Playoffs Total: 14-8 (Domicile: 6-5; Extérieur: 8-3) |

| Match | Date match | Équipe          | Score     | Meilleur marqueur  | Meilleur rebondeur  | Meilleur passeur    | Lieux Spectateurs | Série |
| ----- | ---------- | --------------- | --------- | ------------------ | ------------------- | ------------------- | ----------------- | ----- |
| 1     | 13 avril   | L.A. Clippers   | V 121-104 | Stephen Curry (38) | Stephen Curry (15)  | Curry, Green (7)    | Oracle Arena      | 1 - 0 |
| 2     | 15 avril   | L.A. Clippers   | D 131-135 | Stephen Curry (29) | Andrew Bogut (9)    | Draymond Green (9)  | Oracle Arena      | 1 - 1 |
| 3     | 18 avril   | @ L.A. Clippers | V 132-105 | Kevin Durant (38)  | Andrew Bogut (14)   | Draymond Green (10) | AT&T Center       | 2 - 1 |
| 4     | 21 avril   | @ L.A. Clippers | V 113-105 | Kevin Durant (33)  | Stephen Curry (10)  | Stephen Curry (7)   | AT&T Center       | 3 - 1 |
| 5     | 24 avril   | L.A. Clippers   | D 121-129 | Kevin Durant (45)  | Draymond Green (7)  | Andre Iguodala (8)  | Oracle Arena      | 3 - 2 |
| 6     | 26 avril   | @ L.A. Clippers | V 129-110 | Kevin Durant (50)  | Draymond Green (14) | Draymond Green (10) | AT&T Center       | 4 - 2 |

| Match | Date match | Équipe    | Score          | Meilleur marqueur  | Meilleur rebondeur  | Meilleur passeur    | Lieux Spectateurs | Série |
| ----- | ---------- | --------- | -------------- | ------------------ | ------------------- | ------------------- | ----------------- | ----- |
| 1     | 28 avril   | Houston   | V 104-100      | Kevin Durant (35)  | Draymond Green (9)  | Draymond Green (9)  | Oracle Arena      | 1 - 0 |
| 2     | 30 avril   | Houston   | V 115-109      | Kevin Durant (29)  | Draymond Green (12) | Draymond Green (7)  | Oracle Arena      | 2 - 0 |
| 3     | 4 mai      | @ Houston | D 121-126 (OT) | Kevin Durant (46)  | Draymond Green (11) | Draymond Green (10) | Toyota Center     | 2 - 1 |
| 4     | 6 mai      | @ Houston | D 108-112      | Kevin Durant (34)  | Draymond Green (10) | Stephen Curry (8)   | Toyota Center     | 2 - 2 |
| 5     | 8 mai      | Houston   | V 104-99       | Klay Thompson (27) | Draymond Green (12) | Draymond Green (11) | Oracle Arena      | 3 - 2 |
| 6     | 10 mai     | @ Houston | V 118-113      | Stephen Curry (33) | Draymond Green (10) | Draymond Green (7)  | Toyota Center     | 4 - 2 |

| Match | Date match | Équipe     | Score          | Meilleur marqueur  | Meilleur rebondeur  | Meilleur passeur    | Lieux        | Série |
| ----- | ---------- | ---------- | -------------- | ------------------ | ------------------- | ------------------- | ------------ | ----- |
| 1     | 14 mai     | Portland   | V 116-94       | Stephen Curry (36) | Draymond Green (10) | Stephen Curry (7)   | Oracle Arena | 1 - 0 |
| 2     | 16 mai     | Portland   | V 114-111      | Stephen Curry (37) | Draymond Green (10) | Stephen Curry (8)   | Oracle Arena | 2 - 0 |
| 3     | 18 mai     | @ Portland | V 110-99       | Stephen Curry (36) | Draymond Green (13) | Draymond Green (12) | Moda Center  | 3 - 0 |
| 4     | 20 mai     | @ Portland | V 119-117 (OT) | Stephen Curry (37) | Green, Looney (14)  | Stephen Curry (11)  | Moda Center  | 4 - 0 |

| Match | Date match | Équipe    | Score     | Meilleur marqueur  | Meilleur rebondeur  | Meilleur passeur    | Lieux            | Série |
| ----- | ---------- | --------- | --------- | ------------------ | ------------------- | ------------------- | ---------------- | ----- |
| 1     | 30 mai     | @ Toronto | D 109-118 | Stephen Curry (34) | Draymond Green (10) | Draymond Green (10) | Scotiabank Arena | 0 - 1 |
| 2     | 2 juin     | @ Toronto | V 109-104 | Klay Thompson (25) | Cousins, Green (10) | Draymond Green (9)  | Scotiabank Arena | 1 - 1 |
| 3     | 5 juin     | Toronto   | D 109-123 | Stephen Curry (47) | Stephen Curry (8)   | Stephen Curry (7)   | Oracle Arena     | 1 - 2 |
| 4     | 7 juin     | Toronto   | D 92-105  | Klay Thompson (28) | Draymond Green (9)  | Draymond Green (12) | Oracle Arena     | 1 - 3 |
| 5     | 10 juin    | @ Toronto | V 106-105 | Stephen Curry (31) | Draymond Green (10) | Draymond Green (8)  | Scotiabank Arena | 2 - 3 |
| 6     | 13 juin    | Toronto   | D 110-114 | Klay Thompson (30) | Draymond Green (19) | Draymond Green (13) | Oracle Arena     | 2 - 4 |

### Confrontations en saison régulière
| Conférence Est      | Conférence Est                            | Conférence Est                            | Conférence Ouest                          | Conférence Ouest                          | Conférence Ouest                          | Conférence Ouest                          | Conférence Ouest                          |
| Division Atlantique | Division Atlantique                       | Division Atlantique                       | Division Nord-Ouest                       | Division Nord-Ouest                       | Division Nord-Ouest                       | Division Nord-Ouest                       | Division Nord-Ouest                       |
| Équipe              | Domicile                                  | Extérieur                                 | Équipe                                    | Domicile                                  | Domicile                                  | Extérieur                                 | Extérieur                                 |
| ------------------- | ----------------------------------------- | ----------------------------------------- | ----------------------------------------- | ----------------------------------------- | ----------------------------------------- | ----------------------------------------- | ----------------------------------------- |
| Boston              | 95-128                                    | 115-111                                   | Denver                                    | 122-105                                   | 116-102                                   | 98-100                                    | 142-111                                   |
| Brooklyn            | 116-110                                   | 120-114                                   | Minnesota                                 | 116-99                                    | 116-108                                   | 117-107                                   | 130-131 (OT)                              |
| New York            | 122-95                                    | 128-100                                   | Oklahoma City                             | 108-100                                   | 95-123                                    | 110-88                                    |                                           |
| Philadelphie        | 104-113                                   | 120-117                                   | Portland                                  | 125-97                                    | 109-110 (OT)                              | 115-105                                   | 107-129                                   |
| Toronto             | 93-113                                    | 128-131 (OT)                              | Utah                                      | 115-108                                   |                                           | 124-123                                   | 103-108                                   |
|                     | 2–3                                       | 4–1                                       |                                           | 7–2                                       | 7–2                                       | 5–4                                       | 5–4                                       |
| Division            | 6–4                                       | 6–4                                       | Division                                  | 12–6                                      | 12–6                                      | 12–6                                      | 12–6                                      |
| Division Atlantique | Division Atlantique                       | Division Atlantique                       | Division Nord-Ouest                       | Division Nord-Ouest                       | Division Nord-Ouest                       | Division Nord-Ouest                       | Division Nord-Ouest                       |
| Équipe              | Domicile                                  | Extérieur                                 | Équipe                                    | Domicile                                  | Domicile                                  | Extérieur                                 | Extérieur                                 |
| Chicago             | 146-109                                   | 149-124                                   |                                           |                                           |                                           |                                           |                                           |
| Cleveland           | 120-114                                   | 129-105                                   | L.A. Clippers                             | 129-127                                   | 131-104                                   | 116-121 (OT)                              | 112-94                                    |
| Detroit             | 121-114                                   | 102-111                                   | L.A. Lakers                               | 101-127                                   | 115-101                                   | 130-111                                   | 108-90                                    |
| Indiana             | 112-89                                    | 132-100                                   | Phoenix                                   | 123-103                                   | 111-115                                   | 132-109                                   | 117-107                                   |
| Milwaukee           | 111-134                                   | 105-95                                    | Sacramento                                | 117-116                                   | 125-123                                   | 130-125                                   | 127-123                                   |
|                     | 4–1                                       | 4–1                                       |                                           | 6–2                                       | 6–2                                       | 7–1                                       | 7–1                                       |
| Division            | 8–2                                       | 8–2                                       | Division                                  | 13–3                                      | 13–3                                      | 13–3                                      | 13–3                                      |
| Division Atlantique | Division Atlantique                       | Division Atlantique                       | Division Nord-Ouest                       | Division Nord-Ouest                       | Division Nord-Ouest                       | Division Nord-Ouest                       | Division Nord-Ouest                       |
| Équipe              | Domicile                                  | Extérieur                                 | Équipe                                    | Domicile                                  | Domicile                                  | Extérieur                                 | Extérieur                                 |
| Atlanta             | 110-103                                   | 128-111                                   | Dallas                                    | 120-116                                   | 91-126                                    | 109-112                                   | 119-114                                   |
| Charlotte           | 137-90                                    | 121-110                                   | Houston                                   | 134-135 (OT)                              | 112-118                                   | 86-107                                    | 106-104                                   |
| Miami               | 120-118                                   | 125-126                                   | Memphis                                   | 117-101                                   | 110-93                                    | 118-103                                   | 117-132                                   |
| Orlando             | 116-110                                   | 96-103                                    | New Orleans                               | 131-121                                   | 147-140                                   | 112-103                                   |                                           |
| Washington          | 144-122                                   | 126-118                                   | San Antonio                               | 141-102                                   |                                           | 92-104                                    | 105-111                                   |
|                     | 5–0                                       | 3–2                                       |                                           | 6–3                                       | 6–3                                       | 4–5                                       | 4–5                                       |
| Division            | 8–2                                       | 8–2                                       | Division                                  | 10–8                                      | 10–8                                      | 10–8                                      | 10–8                                      |
| Conférence          | 22–8 (Domicile: 11–4; Extérieur: 11–4)    | 22–8 (Domicile: 11–4; Extérieur: 11–4)    | Conférence                                | 35–17 (Domicile: 19–7; Extérieur: 16–10)  | 35–17 (Domicile: 19–7; Extérieur: 16–10)  | 35–17 (Domicile: 19–7; Extérieur: 16–10)  | 35–17 (Domicile: 19–7; Extérieur: 16–10)  |
| Total               | 57–25 (Domicile: 30–11; Extérieur: 27–14) | 57–25 (Domicile: 30–11; Extérieur: 27–14) | 57–25 (Domicile: 30–11; Extérieur: 27–14) | 57–25 (Domicile: 30–11; Extérieur: 27–14) | 57–25 (Domicile: 30–11; Extérieur: 27–14) | 57–25 (Domicile: 30–11; Extérieur: 27–14) | 57–25 (Domicile: 30–11; Extérieur: 27–14) |

## Classements
| Conférence Ouest | Conférence Ouest                | Conférence Ouest | Conférence Ouest | Conférence Ouest | Conférence Ouest | Conférence Ouest | Conférence Ouest |
| No               | Franchise                       | Vic.             | Def.             | MJ               | V/D              | GB               |                  |
| ---------------- | ------------------------------- | ---------------- | ---------------- | ---------------- | ---------------- | ---------------- | ---------------- |
| 1                | Warriors de Golden State T      | 57               | 25               | 82               | .695             | –                |                  |
| 2                | Nuggets de Denver               | 54               | 28               | 82               | .659             | 3                |                  |
| 3                | Trail Blazers de Portland       | 53               | 29               | 82               | .646             | 4                |                  |
| 4                | Rockets de Houston              | 53               | 29               | 82               | .646             | 4                |                  |
| 5                | Jazz de l'Utah                  | 50               | 32               | 82               | .610             | 7                |                  |
| 6                | Thunder d'Oklahoma City         | 49               | 33               | 82               | .598             | 8                |                  |
| 7                | Spurs de San Antonio            | 48               | 34               | 82               | .585             | 9                |                  |
| 8                | Clippers de Los Angeles         | 48               | 34               | 82               | .585             | 9                |                  |
|                  |                                 |                  |                  |                  |                  |                  |                  |
| 9                | Kings de Sacramento             | 39               | 43               | 82               | .476             | 18               |                  |
| 10               | Lakers de Los Angeles           | 37               | 45               | 82               | .451             | 20               |                  |
| 11               | Timberwolves du Minnesota       | 36               | 46               | 82               | .439             | 21               |                  |
| 12               | Grizzlies de Memphis            | 33               | 49               | 82               | .402             | 24               |                  |
| 13               | Pelicans de La Nouvelle-Orléans | 33               | 49               | 82               | .402             | 24               |                  |
| 14               | Mavericks de Dallas             | 33               | 49               | 82               | .402             | 24               |                  |
| 15               | Suns de Phoenix                 | 19               | 63               | 82               | .232             | 38               |                  |

| Division Pacifique             | V  | D  | MJ | V/D  | GB | Dom   | Ext   | Div  |
| ------------------------------ | -- | -- | -- | ---- | -- | ----- | ----- | ---- |
| Warriors de Golden State T (1) | 57 | 25 | 82 | .695 | –  | 30–11 | 27–14 | 13–3 |
| Clippers de Los Angeles (8)    | 48 | 34 | 82 | .585 | 9  | 26–15 | 22–19 | 11–5 |
| Kings de Sacramento (9)        | 39 | 43 | 82 | .476 | 18 | 24–17 | 15–26 | 4–12 |
| Lakers de Los Angeles (10)     | 37 | 45 | 82 | .451 | 20 | 22–19 | 15–26 | 9–7  |
| Suns de Phoenix (15)           | 19 | 63 | 82 | .232 | 38 | 12–29 | 7–34  | 3–13 |

## Effectif

### Effectif actuel
| Warriors de Golden State Effectif actuel      |    |                        |                            |                      |
| Entraîneur : Steve Kerr                       |    |                        |                            |                      |
| Ailier fort / Pivot                           | 2  | Drapeau des États-Unis | Jordan Bell                | Oregon               |
| Pivot                                         | 12 | Drapeau de l'Australie | Andrew Bogut               | Utah                 |
| Meneur                                        | 4  | Drapeau des États-Unis | Quinn Cook                 | Duke                 |
| Pivot                                         | 0  | Drapeau des États-Unis | DeMarcus Cousins           | Kentucky             |
| Meneur                                        | 30 | Drapeau des États-Unis | Stephen Curry              | Davidson             |
| Ailier                                        | 32 | Drapeau des États-Unis | Marcus Derrickson (R) (TW) | Georgetown           |
| Ailier                                        | 35 | Drapeau des États-Unis | Kevin Durant               | Texas                |
| Arrière                                       | 10 | Drapeau des États-Unis | Jacob Evans (R)            | Cincinnati           |
| Ailier fort                                   | 23 | Drapeau des États-Unis | Draymond Green             | Michigan State       |
| Arrière / Ailier                              | 9  | Drapeau des États-Unis | Andre Iguodala             | Arizona              |
| Ailier fort                                   | 21 | Drapeau de la Suède    | Jonas Jerebko              | Pallacanestro Biella |
| Pivot                                         | 15 | Drapeau des États-Unis | Damian Jones               | Vanderbilt           |
| Arrière                                       | 1  | Drapeau des États-Unis | Damion Lee (TW)            | Louisville           |
| Meneur / Arrière                              | 34 | Drapeau des États-Unis | Shaun Livingston           | Peoria Central HS    |
| Ailier fort / Pivot                           | 5  | Drapeau des États-Unis | Kevon Looney               | UCLA                 |
| Ailier                                        | 28 | Drapeau des États-Unis | Alfonzo McKinnie           | Green Bay            |
| Arrière                                       | 11 | Drapeau des États-Unis | Klay Thompson              | Washington State     |
| (R) - Rookie, (TW) - Two-way contract, Blessé |    |                        |                            |                      |

## Transactions

### Joueurs qui re-signent
| Date       | Joueur       | Contrat                            |
| ---------- | ------------ | ---------------------------------- |
| 07/07/2018 | Kevin Durant | Contrat de 61 500 000 $ sur 2 ans. |
| 10/07/2018 | Kevon Looney | Contrat de 1 567 007 $ sur 1 an.   |

### Options dans les contrats
| Date       | Joueur       | Option                                                                           |
| ---------- | ------------ | -------------------------------------------------------------------------------- |
| 30/06/2018 | Kevin Durant | Kevin Durant décline son option joueur de 26 250 000 $ pour la saison 2018-2019. |
| 30/10/2018 | Damian Jones | Golden State active son option d'équipe de 2 305 057 $ pour la saison 2019-2020. |

### Arrivés

#### Draft
| Date       | Joueur      | Contrat                                  | Provenance                    |
| ---------- | ----------- | ---------------------------------------- | ----------------------------- |
| 01/07/2018 | Jacob Evans | Contrat rookie de 9 228 703 $ sur 4 ans. | Bearcats de Cincinnati (NCAA) |

#### Agents libres
| Date       | Joueur           | Contrat                                      | Provenance                                                      |
| ---------- | ---------------- | -------------------------------------------- | --------------------------------------------------------------- |
| 06/07/2018 | DeMarcus Cousins | Contrat de 5 337 000 $ sur 1 an              | Pelicans de La Nouvelle-Orléans                                 |
| 12/10/2018 | Alfonzo McKinnie | Contrat non garanti de 2 937 614 $ sur 2 ans | Warriors de Golden State (Two-way contract converti en contrat) |

#### Two-way contract
| Date       | Joueur            | Provenance          |
| ---------- | ----------------- | ------------------- |
| 14/07/2018 | Damion Lee        | Hawks d'Atlanta     |
| 13/10/2018 | Marcus Derrickson | Hoyas de Georgetown |

#### Camps d'entraînement
| Date       | Joueur            | Contrat                             | Provenance                      |
| ---------- | ----------------- | ----------------------------------- | ------------------------------- |
| 13/07/2018 | Kendrick Nunn     | Contrat non garanti de 838 464 $.   | Oakland Golden Grizzlies (NCAA) |
| 13/08/2018 | Marcus Derrickson | Contrat non garanti de 838 464 $.   | Hoyas de Georgetown (NCAA)      |
| 20/08/2018 | Danuel House      | Contrat non garanti de 1 512 601 $. | Suns de Phoenix                 |
| 05/09/2018 | Alfonzo McKinnie  | Contrat non garanti de 1 349 383 $. | Raptors de Toronto              |
| 24/09/2018 | Tyler Ulis        | Contrat non garanti de 1 512 601 $. | Suns de Phoenix                 |
| 08/10/2018 | Will Cherry       | Contrat non garanti de 1 349 383 $. | KK Cedevita                     |
| 12/10/2018 | Deyonta Davis     | Contrat non garanti de 1 512 601 $. | Kings de Sacramento             |

### Départs

#### Agents libres
| Date       | Joueur        | Nouvelle équipe ¹      |
| ---------- | ------------- | ---------------------- |
| 10/07/2018 | JaVale McGee  | Lakers de Los Angeles  |
| 11/07/2018 | Omri Casspi   | Grizzlies de Memphis   |
| 15/07/2018 | Zaza Pachulia | Pistons de Detroit     |
| 10/12/2018 | Nick Young    | Nuggets de Denver      |
| 30/12/2018 | Patrick McCaw | Cavaliers de Cleveland |

¹ Il s'agit de l’équipe pour laquelle le joueur a signé après son départ, il a pu entre-temps changer d'équipe ou encore de pays.

#### Retraite
| Date       | Joueur     |
| ---------- | ---------- |
| 30/08/2018 | David West |

#### Joueurs coupés
| Date       | Joueur        | Nouvelle équipe ¹  |
| ---------- | ------------- | ------------------ |
| 22/06/2018 | Chris Boucher | Raptors de Toronto |

¹ Il s'agit de l’équipe pour laquelle le joueur a signé après son départ, il a pu entre-temps changer d'équipe ou encore de pays.

#### Non retenu après les camps d’entraînements
| Date       | Joueur        |
| ---------- | ------------- |
| 11/10/2018 | Will Cherry   |
| 12/10/2018 | Danuel House  |
| 12/10/2018 | Deyonta Davis |
| 12/10/2018 | Kendrick Nunn |
| 12/10/2018 | Tyler Ulis    |

### Joueurs "agents libres" à la fin de la saison
| Joueur           | Fin de saison         |
| ---------------- | --------------------- |
| Jordan Bell      | Agent libre restreint |
| Quinn Cook       | Agent libre restreint |
| DeMarcus Cousins | Agent libre           |
| Jonas Jerebko    | Agent libre           |
| Kevon Looney     | Agent libre           |
| Klay Thompson    | Agent libre           |

### Options en fin de saison
| Joueur       | Fin de saison  |
| ------------ | -------------- |
| Kevin Durant | Option joueur. |